# Géza II.

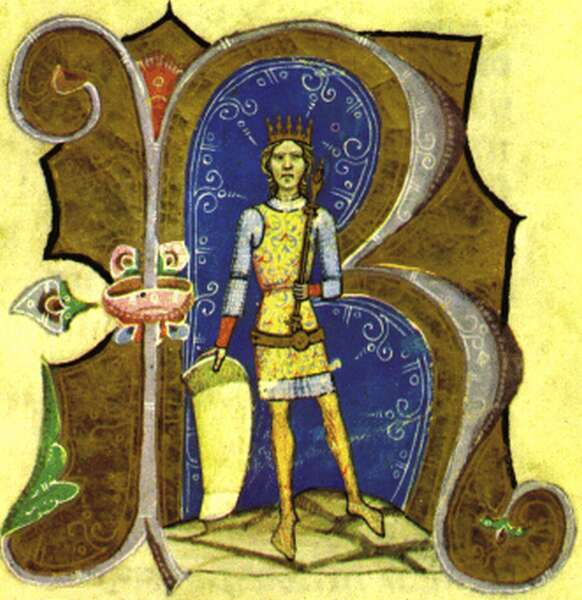
Géza II.

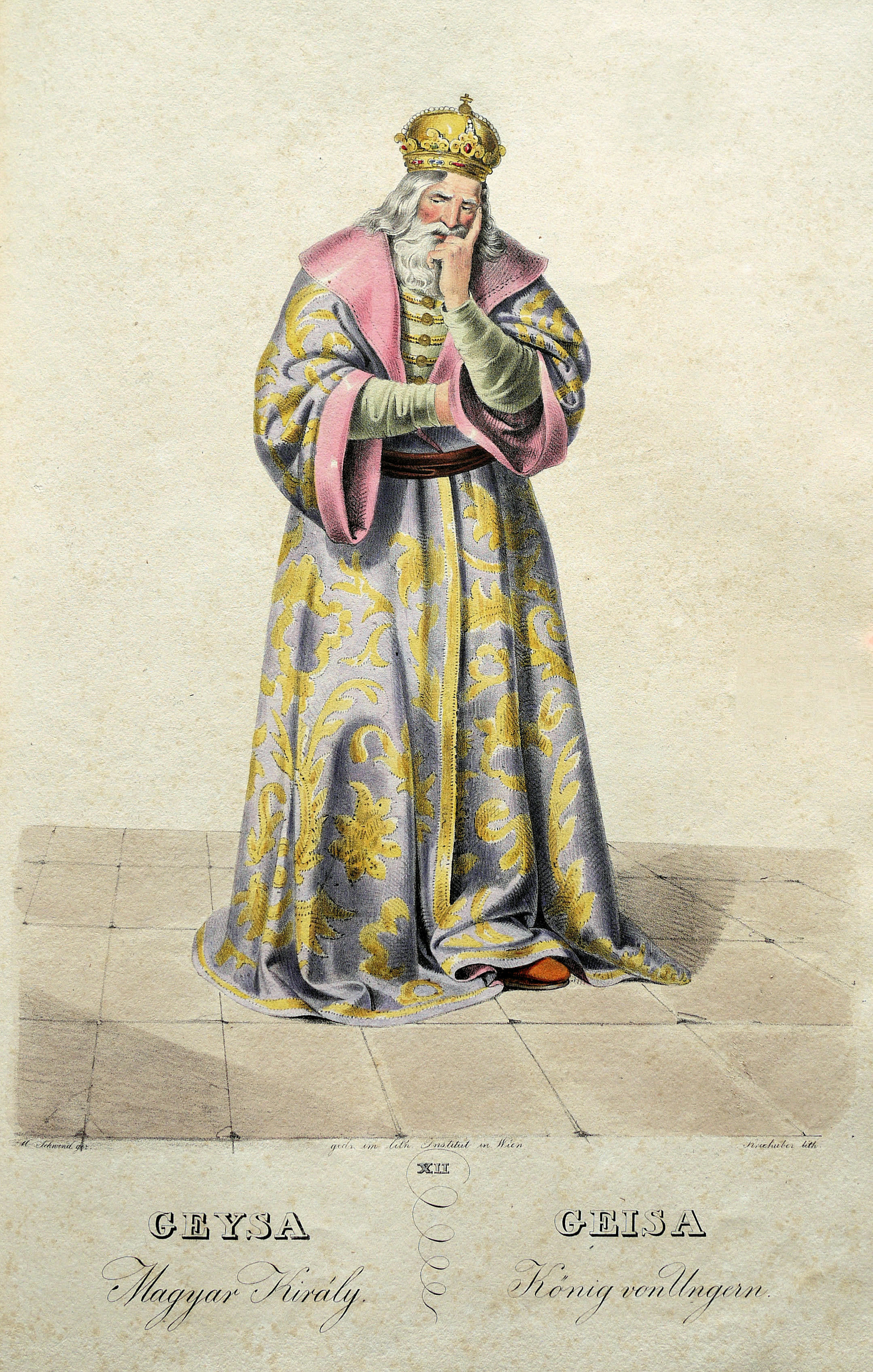
Géza II. Lithographie von Josef Kriehuber nach einer Zeichnung von Moritz von Schwind, ca. 1828.

Géza II., kroatisch Gejza II., (* 1130 in Tolna; † 31. Mai 1162) aus dem Geschlecht der Arpaden war ab 1141 König von Ungarn, Kroatien, Dalmatien und Rama. Er war Sohn und Nachfolger Bélas II. und Ilonas, Tochter des serbischen Groß-Župan Uroš I.

## Sein Weg zum Thron
Am 13. Februar 1141 starb Béla II., der zuvor viele mögliche Thronanwärter hatte umbringen lassen, um seinem Sohn die Thronfolge zu sichern. Géza wurde am 16. Februar 1141 in Székesfehérvár gekrönt. Da er damals erst elf Jahre alt war, regierte statt seiner sein Onkel mütterlicherseits, Belos. Er wurde während Gézas II. Regierungszeit zum Ban ernannt.

## Kämpfe und Regierung
Géza II. hatte, wie zuvor sein Vater, mit den Thronansprüchen des von ihm als illegitim angesehenen Boris, eines Sohns von Koloman, zu kämpfen. Vor allem ab 1146 begann dieser, wieder energischer seinen Thronanspruch zu verfolgen. In dieser Phase kam es zu einem Wechsel im Bündnissystem, das sich im Umfeld dieses Thronfolgestreits entwickelt hatte:

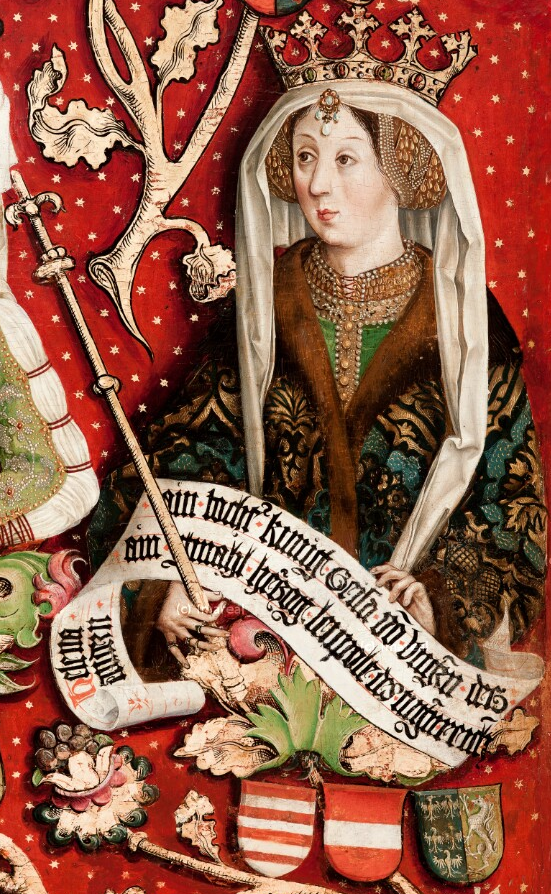
Herzogin Helena von Österreich, Tochter König Gézas II. von Ungarn. (Ausschnitt aus dem Babenberger-Stammbaum, Stift Klosterneuburg)

 Die russischen Fürsten wechselten von Boris’ auf Gézas Seite, während Boris neben Polen auch Böhmen, Österreich und Bayern sowie den deutschen König Konrad III. für seine Seite gewinnen konnte. Konrad war wiederum mit Byzanz verbündet, was Géza dazu bewog, zwischen 1150 und 1156 sechs Feldzüge gegen byzantinische Verbündete unter den russischen Fürsten zu führen. Darüber hinaus hatten die Feldzüge das Ziel, die bereits in den Jahren zuvor erhobenen ungarischen Ansprüche auf das Gebiet um Halitsch zu unterstreichen.

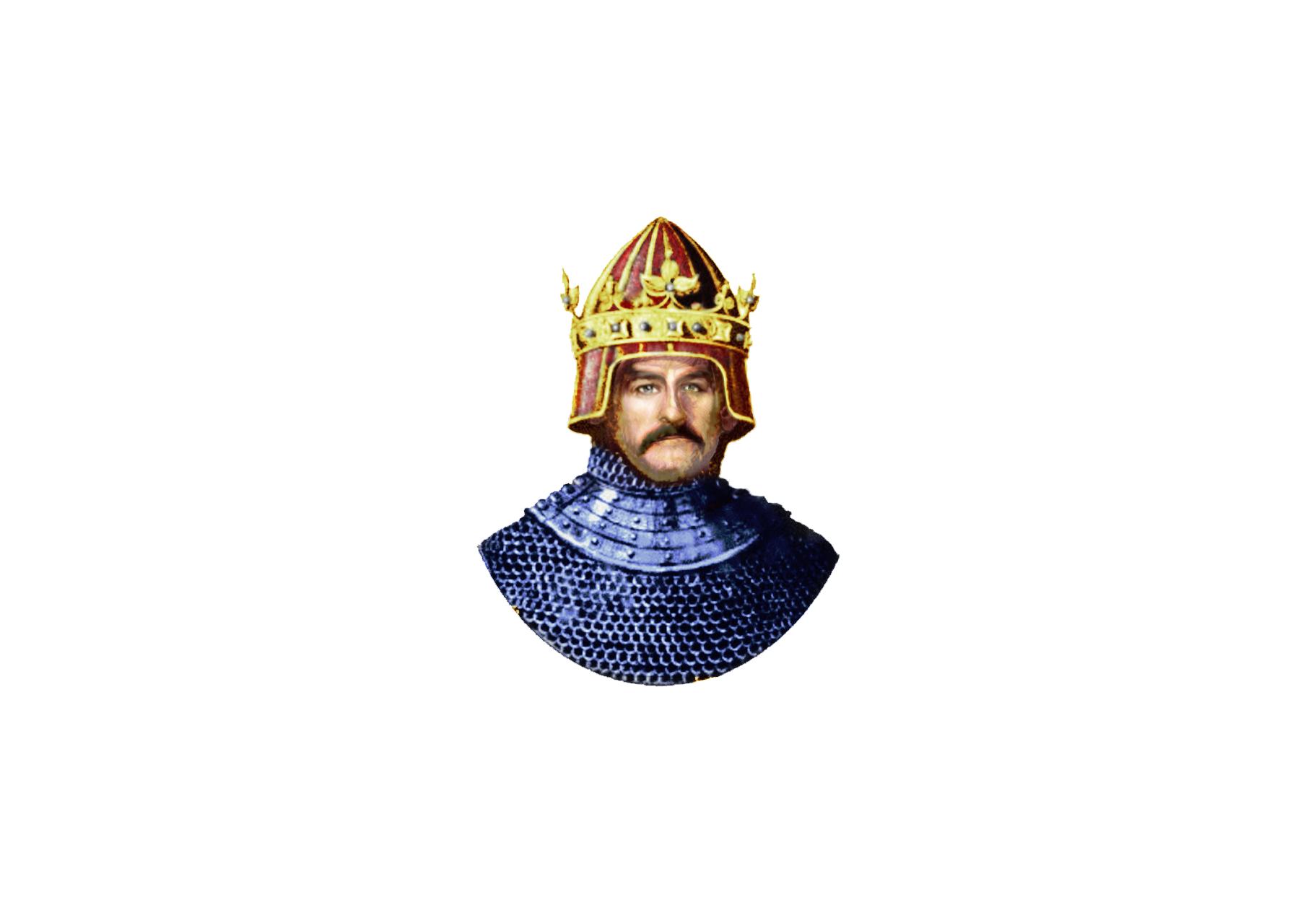
Künstlerische Reproduktion basierend auf einer Kupfergravur aus dem Ende des 18. Jahrhunderts

1147 zogen die Kreuzfahrer durch Ungarn, was Géza nutzte, um ein Bündnis mit Ludwig VII. von Frankreich zu schließen.
In Gézas Regierungszeit fällt auch die erste größere Ansiedlungswelle von schätzungsweise zwei- bis dreitausend Einwanderern aus dem Rhein- und Moselgebiet sowie aus Wallonien. Sie ließen sich im Osten Ungarns, in Siebenbürgen nieder.
Die Reform der ungarischen Kirche unter Bischof Lukas von Gran begann in den letzten Jahren von Gézas Herrschaft.

## Ehe und Nachkommen
Géza war mit Euphrosina von Kiew verheiratet. Mit ihr hatte er folgende Kinder:
- Elisabeth (* 1144/45; † nach 1189), ⚭ Herzog Friedrich von Böhmen
- Stephan III. (* 1147; † 1172), König von Ungarn
- Béla III. (* 1148; † 1196), König von Ungarn
- Géza († 1209)
- Adele ⚭ Svatopluk von Böhmen, Bruder Herzog Friedrichs
- Ilona (Helene) (* 1158; † 1199), ⚭ Herzog Leopold V. von Österreich
- Margarethe (* 1162; † 1208), ⚭ 1. Isaak Makrodukas und ⚭ 2. Andreas Gespan von Somogy